# Championnats du monde de descente de canoë-kayak 2016
Navigation
Championnats du monde de descente 2015 Championnats du monde de descente 2017
Les 33e championnats du monde de descente en canoë-kayak de 2016 se sont tenus à Banja Luka, en Bosnie-Herzégovine, sous l'égide de la Fédération internationale de canoë.

## Programme des compétitions
- 2 juin 2016 : Classique individuel et Classique master - épreuve ne comptant pas dans les championnats du monde, réservé aux catégories vétérans
- 3 juin 2016 : Classique par équipe
- 4 juin 2016 : Sprint individuel
- 5 juin 2016 : Sprint par équipe

Chaque épreuve est courue dans les catégories :
- C1 Hommes
- C1 Dames (à l'exception des courses par équipe)
- K1 Hommes
- K1 Dames
- C2 Hommes
- C2 Dames (à l'exception des courses par équipe)

## Classique

### K1
| Rang               | Athlète        | Pays      | Temps    |
| ------------------ | -------------- | --------- | -------- |
| Médaille d'or      | Maxime Richard | Belgique  | 13:24.88 |
| Médaille d'argent  | Tobias Bong    | Allemagne | 13:27.00 |
| Médaille de bronze | Rémi Pété      | France    | 13:28.01 |

| Rang               | Athlète                                           | Pays      | Temps    |
| ------------------ | ------------------------------------------------- | --------- | -------- |
| Médaille d'or      | Tobias Bong Bjorn Beerschwenger Andreas Heilinger | Allemagne | 13:39.46 |
| Médaille d'argent  | Nejc Znidarcic Simon Oven Anze Urankar            | Slovénie  | 13:43.92 |
| Médaille de bronze | Maxime Richard Bram Sikkens Guy De Prins          | Belgique  | 13:56.15 |

| Rang               | Athlète             | Pays      | Temps    |
| ------------------ | ------------------- | --------- | -------- |
| Médaille d'or      | Manon Hostens       | France    | 14:36.99 |
| Médaille d'argent  | Alke Overbeck       | Allemagne | 14:48.06 |
| Médaille de bronze | Costanza Bonaccorsi | Italie    | 14:48.51 |

| Rang               | Athlète                                         | Pays      | Temps    |
| ------------------ | ----------------------------------------------- | --------- | -------- |
| Médaille d'or      | Anezka Paloudova Tereza Brozova Martina Satkova | Tchéquie  | 14:55.96 |
| Médaille d'argent  | Alke Overbeck Sabine Fuesser Annika Gierenz     | Allemagne | 15:12.03 |
| Médaille de bronze | Claire Bren Manon Hostens Phénicia Dupras       | France    | 15:22.90 |

### C1
| Rang               | Athlète       | Pays      | Temps    |
| ------------------ | ------------- | --------- | -------- |
| Médaille d'or      | Emil Milihram | Croatie   | 14:57.56 |
| Médaille d'argent  | Normen Weber  | Allemagne | 15:03.10 |
| Médaille de bronze | Ondrej Rolenc | Tchéquie  | 15:09.54 |

| Rang               | Athlète                                           | Pays      | Temps    |
| ------------------ | ------------------------------------------------- | --------- | -------- |
| Médaille d'or      | Ondrej Rolenc Antonin Hales Vladimir Slanina      | Tchéquie  | 15:10.36 |
| Médaille d'argent  | Tim Heilinger Normen Weber Janosch Suelzer        | Allemagne | 15:13.96 |
| Médaille de bronze | Louis Lapointe Quentin Dazeur Stéphane Santamaria | France    | 15:25.18 |

| Rang               | Athlète             | Pays     | Temps    |
| ------------------ | ------------------- | -------- | -------- |
| Médaille d'or      | Anezka Paloudova    | Tchéquie | 16:27.86 |
| Médaille d'argent  | Martina Satkova     | Tchéquie | 16:31.11 |
| Médaille de bronze | Sabine Eichenberger | Suisse   | 16:50.81 |

### C2
| Rang               | Athlète                            | Pays      | Temps    |
| ------------------ | ---------------------------------- | --------- | -------- |
| Médaille d'or      | Louis Lapointe Tony Debray         | France    | 14:50.97 |
| Médaille d'argent  | Quentin Dazeur Stéphane Santamaria | France    | 14:54.04 |
| Médaille de bronze | Peter Znidarsic Luka Zganjar       | Allemagne | 14:58.34 |

| Rang               | Athlète                                                                                       | Pays      | Temps    |
| ------------------ | --------------------------------------------------------------------------------------------- | --------- | -------- |
| Médaille d'or      | Filip Jelinek / Vaclav Kristek Antonin Hales / Martin Novak Marek Rygel / Petr Vesely         | Tchéquie  | 14:58.53 |
| Médaille d'argent  | Tony Debray / Louis Lapointe Quentin Dazeur / Stéphane Santamaria Arthur Leduc / Léo Zouggari | France    | 15:09.02 |
| Médaille de bronze | Rene Bruecker / Normen Weber Tobias Trzoska / Maik Schmitz Gregor Simon / Tim Heilinger       | Allemagne | 15:15.17 |

| Rang               | Athlète                              | Pays      | Temps    |
| ------------------ | ------------------------------------ | --------- | -------- |
| Médaille d'or      | Radka Valikova Tereza Brozova        | Tchéquie  | 17:00.72 |
| Médaille d'argent  | Marlene Ricciardi Valentina Razzaudi | Italie    | 17:06.87 |
| Médaille de bronze | Barbora Kortisova Katarina Kopunova  | Slovaquie | 17:15.82 |

## Sprint

### K1
| Rang               | Athlète        | Pays     | Temps |
| ------------------ | -------------- | -------- | ----- |
| Médaille d'or      | Maxime Richard | Belgique | 52.63 |
| Médaille d'argent  | Paul Graton    | France   | 53.94 |
| Médaille de bronze | Vid Debeljak   | Slovénie | 54.10 |

| Rang               | Athlète                                         | Pays     | Temps |
| ------------------ | ----------------------------------------------- | -------- | ----- |
| Médaille d'or      | Nejc Znidarcic Anze Urankar Vid Debeljak        | Slovénie | 54.92 |
| Médaille d'argent  | Paul Graton Gaëtan Guyonnet Maxence Barouh      | France   | 55.15 |
| Médaille de bronze | Mariano Bifano Davide Maccagnan Federico Urbani | Italie   | 56.76 |

| Rang               | Athlète        | Pays            | Temps |
| ------------------ | -------------- | --------------- | ----- |
| Médaille d'or      | Hannah Brown   | Grande-Bretagne | 58.92 |
| Médaille d'argent  | Manon Hostens  | France          | 58.94 |
| Médaille de bronze | Melanie Mathys | Suisse          | 59.14 |

| Rang               | Athlète                                            | Pays     | Temps   |
| ------------------ | -------------------------------------------------- | -------- | ------- |
| Médaille d'or      | Claire Bren Manon Hostens Phénicia Dupras          | France   | 1:01.85 |
| Médaille d'argent  | Costanza Bonaccorsi Giulia Formenton Mathilde Rosa | Italie   | 1:02.52 |
| Médaille de bronze | Anezka Paloudova Tereza Brozova Martina Satkova    | Tchéquie | 1:02.80 |

### C1
| Rang               | Athlète          | Pays      | Temps |
| ------------------ | ---------------- | --------- | ----- |
| Médaille d'or      | Ondrej Rolenc    | Tchéquie  | 58.19 |
| Médaille d'argent  | Normen Weber     | Allemagne | 58.52 |
| Médaille de bronze | Vladimir Slanina | Tchéquie  | 58.55 |

| Rang               | Athlète                                           | Pays     | Temps   |
| ------------------ | ------------------------------------------------- | -------- | ------- |
| Médaille d'or      | Ondrej Rolenc Antonin Hales Vladimir Slanina      | Tchéquie | 1:00.73 |
| Médaille d'argent  | Louis Lapointe Quentin Dazeur Stéphane Santamaria | France   | 1:01.09 |
| Médaille de bronze | Igor Gojic Emil Milihram Luka Obadoc              | Croatie  | 1:02.67 |

| Rang               | Athlète         | Pays     | Temps   |
| ------------------ | --------------- | -------- | ------- |
| Médaille d'or      | Martina Satkova | Tchéquie | 1:07.45 |
| Médaille d'argent  | Manon Durand    | France   | 1:08.30 |
| Médaille de bronze | Cindy Coat      | France   | 1:08.93 |

### C2
| Rang               | Athlète                            | Pays      | Temps |
| ------------------ | ---------------------------------- | --------- | ----- |
| Médaille d'or      | Quentin Dazeur Stéphane Santamaria | France    | 56.78 |
| Médaille d'argent  | Peter Znidarsic Luka Zganjar       | Allemagne | 57.19 |
| Médaille de bronze | Tony Debray Louis Lapointe         | France    | 57.56 |

| Rang               | Athlète                                                                                       | Pays      | Temps    |
| ------------------ | --------------------------------------------------------------------------------------------- | --------- | -------- |
| Médaille d'or      | Tony Debray / Louis Lapointe Quentin Dazeur / Stéphane Santamaria Arthur Leduc / Léo Zouggari | France    | 59.28    |
| Médaille d'argent  | Ren Korpes / Antonio Marinic Emil Milihram / Jadran Zonjic Luka Obadic / Ivan Tolic           | Croatie   | 1:01.00  |
| Médaille de bronze | Rene Bruecker / Normen Weber Tobias Trzoska / Maik Schmitz Gregor Simon / Tim Heilinger       | Allemagne | 15:15.17 |

| Rang               | Athlète                              | Pays      | Temps   |
| ------------------ | ------------------------------------ | --------- | ------- |
| Médaille d'or      | Barbora Kortisova Katarina Kopunova  | Slovaquie | 1:08.63 |
| Médaille d'argent  | Marlene Ricciardi Valentina Razzaudi | Italie    | 1:08.64 |
| Médaille de bronze | Kristina Petrovic Milica Kostov      | Serbie    | 1:10.29 |

## Tableau des médailles
| Rang  | Nation          | Or | Argent | Bronze | Total |
| ----- | --------------- | -- | ------ | ------ | ----- |
| 1     | Tchéquie        | 8  | 1      | 3      | 12    |
| 2     | France          | 5  | 7      | 5      | 17    |
| 3     | Belgique        | 2  | 0      | 1      | 3     |
| 4     | Allemagne       | 1  | 6      | 2      | 9     |
| 5     | Slovénie        | 1  | 2      | 2      | 5     |
| 6     | Croatie         | 1  | 1      | 1      | 3     |
| 7     | Slovaquie       | 1  | 0      | 1      | 2     |
| 8     | Grande-Bretagne | 1  | 0      | 0      | 1     |
| 9     | Italie          | 0  | 3      | 2      | 5     |
| 10    | Suisse          | 0  | 0      | 2      | 2     |
| 11    | Serbie          | 0  | 0      | 1      | 1     |
| Total | Total           | 20 | 20     | 20     | 60    |